# فمکه میس
فمکه میس (انگلیسی: Femke Maes؛ زادهٔ ۲۲ فوریهٔ ۱۹۸۰) بازیکن فوتبال اهل بلژیک است.
از باشگاه‌هایی که در آن بازی کرده‌است می‌توان به باشگاه فوتبال ویلم دوم، باشگاه فوتبال اندرلشت، باشگاه فوتبال اف‌سی‌آر ۲۰۰۱ دویسبورگ، و دیوری گردن اشاره کرد.
وی همچنین در تیم ملی فوتبال زنان بلژیک بازی کرده‌است.